# Adrian Claudiu Sînă
Adrian Claudiu Sînă (* 18. dubna 1977 Baia Mare), známý také jako Adrian Sina nebo Adi Sina, je rumunský zpěvák, skladatel, producent, radio DJ a vydavatel. Nejvíce se proslavil založením hudební skupiny Akcent a psaním písní nejen pro sebe, ale i jiné významné interprety, které se následně staly mezinárodními hity. V 90. letech začínal jako DJ a poté společně se zpěvačkou Ramona Barta založil skupinu. Do povědomí se dostal při vydání prvního singlu se skupinou Akcent, Ultima vară (Minulé léto) v roce 1999. Dalšími členy skupiny byli později i Marius Nedelcu, Sorin Brotnei a Mihai Gruia. Společně se dostali do předních příček rumunských hitparád a později i ve zbytku východní Evropy. Jejich nejvýznamnějším singlem se pak stala Kylie vydaná v roce 2005.
Po roce 2010 se Adrian rozhodl pro sólo kariéru a začal tvořit vlastní hudbu. Založil své vlastní vydavatelství Premium Artist a nahrál pár nových hitů pod svým jménem.

## Sólo kariéra
Dříve Adrian psal hudbu pouze pro skupinu a nikdy nevydával nic čistě pod svým jménem. V roce 2010 vydal svůj první sólo single Hold On. V Rumunsku se umístil mezi prvnívh TOP 30 hitů a následně pak i v ostatních balkánských zemí. O rok později nahrál novou píseň s britskou vokalistkou Beverlei Brown I Can't Live Without You, která se stala v Rumunsku umístila na 40. místě v TOP 100 hitech, čímž zbořila i několik rekordů. Předtím se takhle umístila Lady Gaga s hitem Alejandro, poté ji vystřídala Rihanna s California King Bed, tři měsíce na to Adrian Sînă. Píseň se také stala velkým hitem v evropských nightclubech a video k ní bylo natočeno v Šarm aš-Šajch v Egyptě. Téhož roku ještě vydal singl Angel společně se zpěvačkou Sandrou N., ke které natočil klip v New Yorku. Ten se umístil na žebříčku TOP 100 rumunských hitů hned mezi prvními deseti. V roce 2012 byl pak singl šestnáctou nejhranější písničkou v rumunských rádiích a nejprodávanějším hitem v Řecku.
Od roku 2014 vystupuje pod jménem Akcent, dřívějším názvem skupiny, kterou založil a v tomto roce již zanikla.

## Osobní život
Vystudoval filmovou akademii a chtěl se stát filmovým producentem a hercem, později si však vybral hudbu. V dětství chtěl být lesníkem.